# Xenia Schwaller

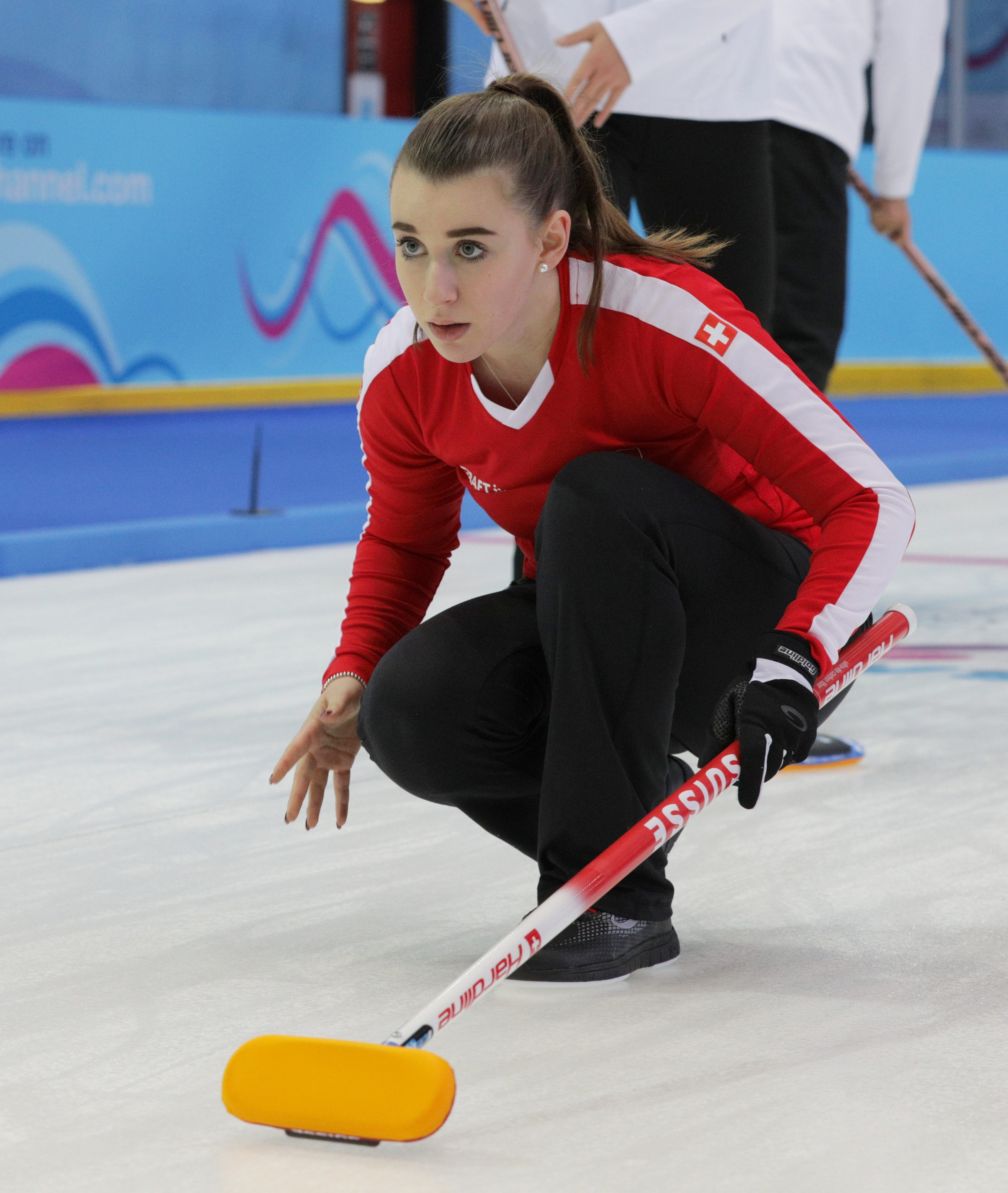
Xenia Schwaller bei den Olympischen Jugend-Winterspielen 2020

Xenia Schwaller (* 16. September 2002) ist eine Schweizer Curlerin aus Zürich. Sie ist derzeit Skip ihres eigenen Teams beim Grasshopper Club Zürich. Im Jahr 2024 führte sie ihr Team ungeschlagen zum Sieg bei den World Junior Curling Championships.

## Karriere
Schwaller vertrat die Schweiz erstmals auf internationaler Bühne beim Europäischen Olympischen Winter-Jugendfestival 2019 als Dritte für Jan Iseli. Beim Festival erreichte das Schweizer Team mit Second Maximilian Winz und Lead Malin Da Ros eine ungeschlagene Bilanz von 6:0 und qualifizierte sich damit für die Playoffs. Sie besiegten Ungarn im Halbfinal, unterlagen jedoch Grossbritannien im Final und gewannen somit die Silbermedaille. In der folgenden Saison kehrte dasselbe Team zurück, um die Schweiz als Gastgeberteam bei den Olympischen Jugend-Winterspielen 2020 in Champéry zu vertreten. Gestützt auf ihre bisherigen Erfahrungen blieb das Team auch in der Vorrunde erneut ungeschlagen und erreichte die K.-o.-Runde. Im Viertelfinal jedoch gaben sie im achten End zwei gestohlene Punkte ab und verloren mit 5:7 gegen Russland, was sie auf den sechsten Platz zurückwarf. Später trat Schwaller gemeinsam mit dem Ungarn Lőrinc Tatár im Mixed-Doubles-Wettbewerb des Turniers an, jedoch schied das Duo nach einer Niederlage im Auftaktspiel aus.
Für die 2021/22-Saison schloss sich Schwaller dem Juniorenteam des Grasshopper Club Zürich als neuer Skip an. Im September 2021 führte sie ihr Team  mit Malin Da Ros, Marion Wüest, Selina Gafner und Sarah Müller zum Sieg bei den Schweizer Junioren-Ausscheidungen, womit sich das Team damit für die Junioren-Weltmeisterschaften 2022 im Curling in Jönköping, Sweden, qualifizierte. Vor der Weltmeisterschaft gewann das Team die Schweizer Juniorenmeisterschaft und sicherte sich damit seinen Platz als Schweizer Nationalteam für die Junioren-Weltmeisterschaft 2023 in der folgenden Saison. Ausserdem belegten sie den dritten Platz bei der Schweizer Frauen-Curling-Meisterschaft 2022. Bei der Junioren-Weltmeisterschaft erzielte das Team durchwachsene Ergebnisse. Mit einer Bilanz von 3:4 und zwei verbleibenden Spielen gelang ihnen ein gestohlener Sieg in einem Zusatz-End gegen Sae Yamamoto aus Japan, gefolgt von einem weiteren Sieg gegen Evelīna Barone aus Lettland im letzten Vorrundenspiel. Damit lag das Team gemeinsam mit Schweden und Lettland auf dem geteilten vierten Platz in der Tabelle. Da alle Teams eine 1:1-Bilanz im direkten Vergleich aufwiesen, wurde ein Draw to the Button herangezogen, um den letzten Qualifikanten zu bestimmen. Schweden zog mit einem Draw-Wert von 40,56 in die Playoffs ein, während die Schweiz mit einem Gesamtwert von 47,42 den fünften Platz belegte. Malin Da Ros zog sich nach der Saison vom Leistungssport im Curling zurück, und Sarah Müller überschritt die Altersgrenze für die Juniorenkategorie. Sie wurden durch Fabienne Rieder beziehungsweise Selina Rychiger ersetzt.
Schwaller begann im Alter von zehn Jahren mit dem Curling und stammt aus einer grossen Curling-Familie. Ihr Vater Andreas Schwaller gewann Bronze an den Olympischen Winterspielen 2002 und später Gold an der Curling-Europameisterschaft 2006. Ihr Onkel Christof Schwaller, die Cousins Yannick Schwaller und Kim Schwaller sowie auch ihre jüngere Schwester Zoe Schwaller spielen ebenfalls alle Curling. Sie besucht die United School of Sports.